# Mike Quick
Michael Anthony Quick (Hamlet, 16 giugno 1960) è un ex giocatore di football americano statunitense che ha militato nel ruolo di wide receiver nella National Football League (NFL).

## Carriera
Al college Quick giocò a football alla North Carolina State University. Fu scelto a sorpresa nel corso del primo giro (20º assoluto) del Draft NFL 1982 dai Philadelphia Eagles.  Si impose presto come uno dei migliori ricevitori della lega, guidando la NFL nel 1983 con 1.409 yard ricevute e finendo secondo nel 1985 con 1.247. Il 10 novembre 1985 Quick ricevette un passaggio da touchdown da 99 yard da Ron Jaworski nei tempi tempi supplementari (un primato degli Eagles e un record NFL condiviso con altri undici giocatori), portando la sua squadra alla vittoria sugli Atlanta Falcons. Si ritirò dopo la stagione 1990 a causa di una tendinopatia alla rotula.

## Palmarès
- Convocazioni al Pro Bowl: 5

1983-1987
- First-team All-Pro: 2

1983, 1985
- Leader della NFL in yard ricevute: 1

1983
- Philadelphia Eagles Hall of Fame